# إريك ديفيد هاريس
إريك ديفيد هاريس (بالإنجليزية: Eric Harris)‏ هو قاتل جماعي ‏ وطالب أمريكي، ولد في 9 أبريل 1981 في ويتشيتا في الولايات المتحدة، وتوفي في 20 أبريل 1999 في ليتلتون في الولايات المتحدة.

## وصلات خارجية
- أريك هاريس على موقع IMDb (الإنجليزية)
- أريك هاريس على موقع إن إن دي بي (الإنجليزية)